# 1996年夏季残疾人奥林匹克运动会马来西亚代表团
1996年夏季残疾人奥林匹克运动会马来西亚代表团是马来西亚派出的1996年夏季残疾人奥林匹克运动会代表团。未获得奖牌。